# Susanna Batazzi
Susanna Batazzi (Chiaravalle, 29 agosto 1957) è un'ex schermitrice italiana, specializzata nel fioretto.

## Biografia
Nata nel 1957 a Chiaravalle, in provincia di Ancona, nel 1975 è stata argento nel fioretto individuale ai Mondiali giovanili di Città del Messico, dopo che negli anni precedenti aveva vinto 2 titoli italiani giovani, di cui uno a squadre, e uno giovanette.
A 18 anni ha partecipato ai Giochi olimpici di Montréal 1976, nel fioretto a squadre, insieme a Collino, Lorenzoni, Mangiarotti e Pigliapoco, prendendo parte alle vittorie nel girone per 9-2 sulla Gran Bretagna e per 13-3 sull'Iran, ottenendo 2 vittorie personali nella prima gara e 3 nella seconda, e poi agli spareggi per le posizioni 5º-8º, scendendo in pedana nei successi per 9-5 sulla Romania e per 9-7 sulla Polonia, con 1 vittoria nel primo caso e 4 su 4 nel secondo, con le azzurre terminate al 5º posto.
Nel 1979 è stata campionessa nel fioretto individuale agli Italiani assoluti.
L'anno successivo ha preso parte di nuovo alle Olimpiadi, quelle di Mosca 1980, sia nel fioretto individuale che in quello a squadre. Nella prima gara è arrivata 27ª, battuta nella fase a gruppi dalla polacca Olek-Skąpska (5-3), dalla sovietica Giljazova (5-1) e dalla cubana Marlene Font (5-3) e vittoriosa soltanto con la francese Latrille-Gaudin (5-3). Nella seconda, invece, insieme a Mangiarotti, Mochi, Sparaciari e Vaccaroni, ha preso parte alla fase a gironi, alla vittoria con la Romania (9-7) e alla sconfitta con l'Unione Sovietica (9-4), non vincendo nessun incontro, e alle successive gare contro Ungheria (sconfitta per 9-6 con 1 vittoria personale) e Cuba (vittoria per 9-6 nella finale 5º-6º posto con 3 vittorie personali).
Nel 2015 ha pubblicato insieme a Stefano Cinotti il libro In guardia! Piccolo manuale per capire la scherma.

## Palmarès

### Risultati élite
In carriera ha ottenuto i seguenti risultati:
Campionati italiani
Individuale
- Oro nel fioretto a Livorno 1979

A squadre

### Risultati giovani
Mondiali giovanili
Individuale
- Argento nel fioretto a Città del Messico 1975

A squadre